# Tupanci do Sul
Tupanci do Sul este un oraș în Rio Grande do Sul (RS), Brazilia.